# Louis Lépine

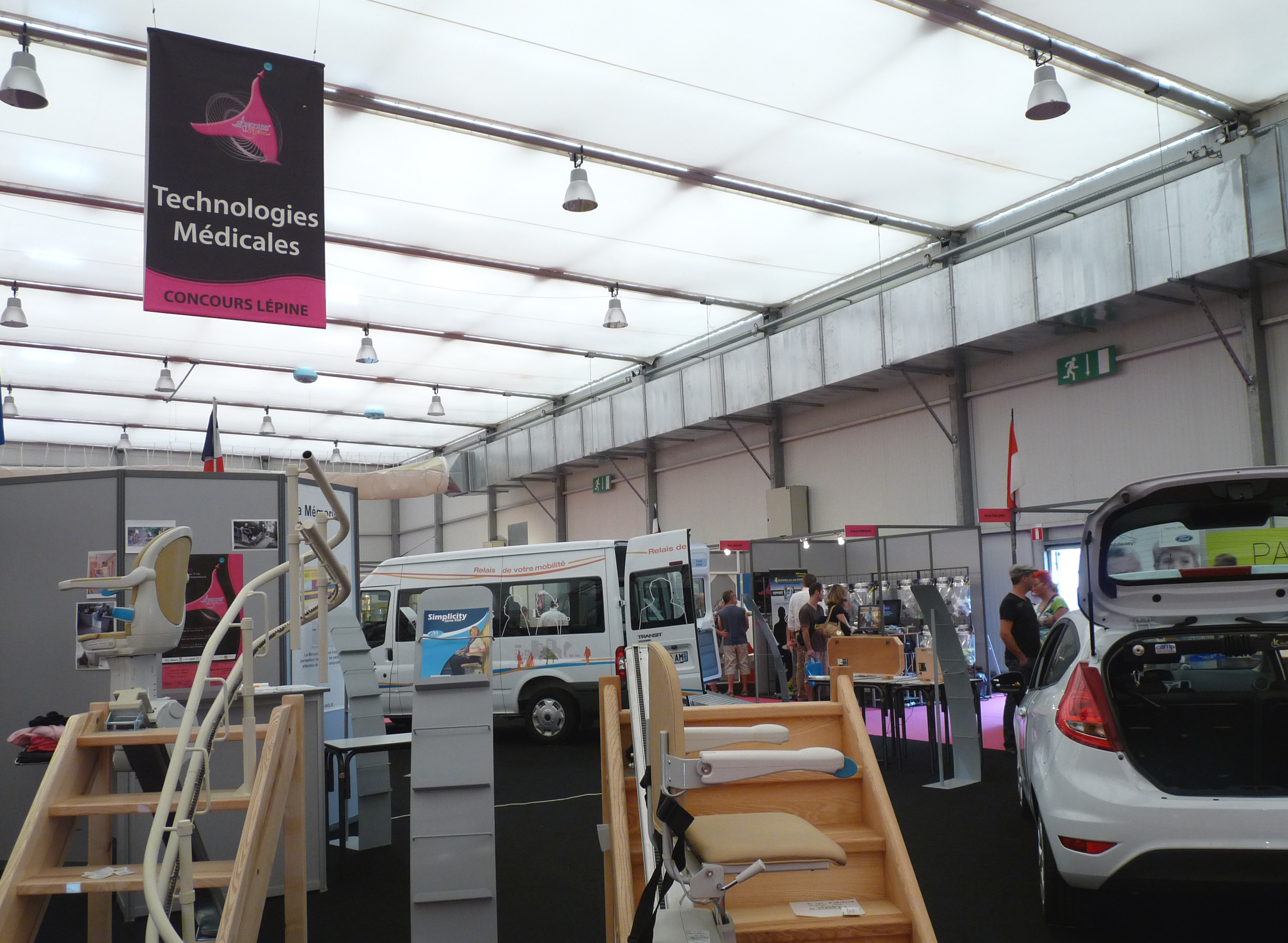
En bit av Concours Lépine, år 2010

Louis Jean Baptiste Lépine, född 6 augusti 1846, död 9 november 1933, var en fransk ämbetsman.
Lépine var ursprungligen advokat, inträdde 1877 i statsförvaltningen som underprefekt, blev 1885 prefekt och var 1893-97 polisprefekt i Paris. Han var därefter generalguvernör i Algeriet men utsattes som sådan för hårda angrepp, avgick 1898 och övertog 1899 på nytt polisprefekturen i Paris i de besvärliga tiden, då Dreyfusstriden gjorde smärre gatuupplopp till en vardaglig företeelse och efter Émile Loubets val till president planerade Paul Deroulede till och med en marsch mot Elyséepalatset. Lépine fortsatte som polisprefekt till 1912. Han utförde därunder ett omfattande organisationsarbete och ingrep vid kritiska situationer personligen i gatuordningens upprätthållande på ett sätt som gjorde honom till en av Paris mest kända personer under samtiden. Lépine tog initiativ till Concours Lépine, en från 1901 årligen återkommande utställning för leksaker, smärre uppfinningar och artiklar från franskt hantverk och småindustri.